# A Nightmare on Elm Street (franquicia)
A Nightmare on Elm Street es una serie de películas del género terror slasher, cómics, juegos y novelas, iniciada con el largometraje de 1984 A Nightmare on Elm Street dirigido por Wes Craven, cuyo universo se centra en el personaje de Freddy Krueger, un homicida que asesinó a veinte niños de Springwood. Los padres de los niños tomaron la justicia por sus propias manos y decidieron quemarlo vivo. Freddy, un humano con el corazón lleno de maldad, fue llamado por los «tres demonios del sueño»: seres que buscan almas crueles y sanguinarias por el mundo ofreciéndoles ser un monstruo del sueño « eterno» e «inmortal» con poderes inimaginables con la condición de que se prestase a asesinar. Freddy aceptó la oferta y se convirtió en el ser que todos conocen como «Materia de Pesadillas».[cita requerida] La primera película, «A Nightmare on Elm Street», fue un éxito tanto crítico como comercial que influyó a tener seis secuelas más, además de un crossover con Jason Voorhees de la saga de películas Friday the 13th. A Nightmare on Elm Street fue considerada por muchos como una de las mejores películas de 1984. La franquicia cuenta hasta el momento con nueve entregas estrenadas desde 1984.

## Películas
| Película                                             | Director        | Escritor(es)                                            | Productor(es)                          |
| ---------------------------------------------------- | --------------- | ------------------------------------------------------- | -------------------------------------- |
| A Nightmare on Elm Street (1984)                     | Wes Craven      | Wes Craven                                              | Robert Shaye                           |
| A Nightmare on Elm Street 2: Freddy's Revenge (1985) | Jack Sholder    | David Chaskin                                           | Robert Shaye                           |
| A Nightmare on Elm Street 3: Dream Warriors (1987)   | Chuck Russell   | Wes Craven, Frank Darabont, Chuck Russell, Bruce Wagner | Robert Shaye                           |
| A Nightmare on Elm Street 4: The Dream Master (1988) | Renny Harlin    | Brian Helgeland, Jim Wheat, Ken Wheat                   | Robert Shaye y Rachel Talalay          |
| A Nightmare on Elm Street 5: The Dream Child (1989)  | Stephen Hopkins | Leslie Bohem                                            | Robert Shaye y Rupert Harvey           |
| Freddy's Dead: The Final Nightmare (1991)            | Rachel Talalay  | Michael De Luca                                         | Robert Shaye y Aron Warner             |
| Wes Craven's New Nightmare (1994)                    | Wes Craven      | Wes Craven                                              | Marianne Maddalena                     |
| Freddy vs. Jason (2003)                              | Ronny Yu        | Damian Shannon & Mark Swift                             | Sean S. Cunningham                     |
| A Nightmare on Elm Street (2010)                     | Samuel Bayer    | Wesley Strick and Eric Heisserer                        | Michael Bay, Andrew Form y Brad Fuller |

### Visión General
La película original, escrita y dirigida por Wes Craven y titulada A Nightmare on Elm Street, fue lanzada en 1984. La historia se centra en Freddy Krueger, interpretado por Robert Englund atacando y asustando a Nancy Thompson (Heather Langenkamp) y a sus amigos en sus sueños, en la ciudad ficticia de Springwood, Ohio, todos asesinados durante la historia excepto Nancy. A cierto punto de la historia, Marge, la madre de Nancy, revela el pasado de Krueger. Explica que fue el asesino detrás de la muerte de más de veinte niños. Los padres de Springwood mataron a Krueger haciendo justicia por mano propia, después de que fuera absuelto por un tecnicismo legal. Nancy derrota a Freddy al sacarlo del mundo de los sueños, donde sus poderes no abundan y finalmente despojarlo de ellos cuando deja de tenerle miedo. Freddy regresa para atacar a la nueva familia, los Walsh, que viven en la casa de Nancy Thompson en A Nightmare on Elm Street 2: Freddy's Revenge. Freddy posee el cuerpo de Jesse Walsh (Mark Patton), lo usa para matar y adquirir sus poderes de nuevo. Después de haber asesinado a muchas personas y de haber cometido una masacre en la fiesta de su novia Lisa (Kim Myers), Jesse es salvado por ella, quien lo ayuda a exorcizar al espíritu de Krueger. Al final de la película Jesse va en camino a la escuela junto con Lissa y una amiga, y esta es finalmente sobrepasada en su pecho por las garras de Krueger, lo que da a entender que sigue vivo y que no se detendrá hasta conseguir el suficiente poder que lo alimente para poder acabar con todos, y regresara si él lo tenga que hacer.
Luego Wes Craven escribió A Nightmare on Elm Street 3: Dream Warriors, lanzada en lo cines en 1987. En esta segunda secuela, Freddy está matando sistemáticamente a los últimos «niños de la calle Elm», y los pocos restantes han sido ubicados en la Institución Mental Westin Hills, por supuestamente intentar suicidarse. Nancy Thompson llega a Westin Hills como una psicóloga, y se da cuenta de que los jóvenes están siendo asesinados por Freddy. Con la ayuda del Dr. Neil Gordon (Craig Wasson), Nancy ayuda a Kristen (Patricia Arquette), Joey (Rodney Eastman), Taryn (Jennifer Rubin), Kincaid (Ken Sagoes) y Will (Ira Heiden), y logran descubrir que en los sueños se pueden desarrollar poderes. Al encontrar sus propios poderes de sus sueños, lo van a usar para acabar con Freddy de una vez por todas. Neil, sin saberlo hasta el final, se encuentra con el espíritu de la madre de Freddy, Amanda Krueger (Nan Martin), quien le convence de enterrar los restos de Freddy en un terreno sagrado con el fin de detenerlo para siempre. Neil completa su tarea, pero no antes de que Freddy mate a Nancy. Al final Freddy es derrotado, Neil se lleva la pequeña casa de Freddy elaborada por Kristen y al dejarlo en un mueble, esta se enciende así finalizando la película.
La historia de Kristen Parker continuaría con la película de 1988 A Nightmare on Elm Street 4: The Dream Master . Esta vez, Kristen (Tuesday Knight) libera involuntariamente a Freddy, quien inmediatamente mata a Kincaid y Joey. Antes de que Freddy mate a Kristen, transfiere los poderes de sus sueños a Alice (Lisa Wilcox), una amiga de la escuela. Alice comienza a proporcionar inadvertidamente víctimas a Freddy cuando comienza a atraer a las personas a sus sueños mientras duerme. Alice, que comienza a asumir los rasgos de los amigos que fueron asesinados, se enfrenta a Freddy. Usa el poder del «maestro de los sueños» para liberar todas las almas que Freddy ha tomado; posteriormente se arrancan del cuerpo de Freddy, matándolo en el proceso.
Retomando poco después los eventos del Maestro de los Sueños, A Nightmare on Elm Street 5: The Dream Child involucra a Freddy usando al niño no nacido de Alice, Jacob (Whitby Hertford), para resucitarse y así encontrar nuevas víctimas. El espíritu de Amanda Krueger (Beatrice Boepple) vuelve, revelando que Freddy fue concebido cuando ella era una monja que trabajaba en un manicomio encerrada accidentalmente en una habitación con «cien maníacos» donde fue violada «cientos de veces». Después de unos cuantos asesinatos por Freddy, Amanda Krueger convence a Jacob de usar los poderes que le dio Freddy contra él, lo que le da la oportunidad de someter a Freddy lo suficiente para que Alice y Jacob escapen del mundo de los sueños.
En 1991 salió la película Freddy's Dead: The Final Nightmare, que siguió las hazañas de «John Doe» (Shon Greenblatt), un adolescente amnésico de Springwood que estaba siendo atormentado por Krueger en sus sueños, y es llamado por la policía, que le identifica como John Doe -Juan Pérez-. Conocerá a tres jóvenes (Spencer, Carlos y Tracy) y a una psicóloga, Maggie (Liza Zane), que le ayudará a recordar de dónde viene. La psicóloga, investigando con John, comienza a saber de Freddy por boca del joven, y decide ir hasta Springwood para averiguar algo más. Una vez allí, los cuatro jóvenes y la psicóloga descubren que no hay niños en el pueblo, y que los adultos perdieron la razón tiempo atrás, creyendo que sus niños y adolescentes aún siguen entre ellos. Spencer, Carlos y Tracy, tras ser descubiertos por la psicóloga, deciden marcharse de allí, pero se pierden, y terminan entrando en una casa abandonada, en la que había vivido Freddy. Mientras, Maggie y John siguen investigando sobre el asesino, ya que adoptan la hipótesis de que el joven es hijo de Krueger y que por eso aún no lo ha matado, a pesar de ser el último. Spencer y Carlos morirán dentro de la casa, mostrándose las muertes en escenas bastante duraderas. Maggie y John llegarán a tiempo para llevarse a Tracy de allí, pero por el camino de vuelta, muere John en los brazos de Maggie, antes de revelarle a ella que el hijo de Krueger es en realidad la hija. Tracy es acechada en sus sueños, a través de su fallecido padre. Por su parte, la psicóloga descubre en los suyos que, en realidad, es ella misma la hija de Krueger. Maggie, utilizando nuevas técnicas de ensueño, descubre el pasado de Krueger, que incluye ser burlado por sus compañeros de clase por ser el «hijo de cien maníacos», ser cruel con los animales, golpeado por su padrastro, el asesinato de su propia esposa cuando descubre que ha matado a niños, y el momento en que los demonios del sueño llegan a su sala de calderas en llamas para hacerle la oferta de la vida eterna y otorgarle los poderes escalofriantes que siempre tuvo. Finalmente, Maggie saca a Freddy del mundo de los sueños y usa una bomba de tubo para hacerle explotar.
Wes Craven regresó a la serie por tercera vez con Wes Craven's New Nightmare en 1994. Esta película se centra en una realidad ficticia, donde Craven, Langenkamp y Englund son reparto de las películas de A Nightmare on Elm Street, y donde el personaje de Freddy Krueger es realmente una entidad malvada que ha quedado atrapada en el mundo de la ficción por todas las películas que han sido hechas. Dado que las películas se han detenido, la entidad, que le gusta ser Freddy Krueger, está tratando de escapar al mundo real. La única persona en su camino es Heather Langenkamp, a quien la entidad considera «Nancy», la primera persona que lo derrotó. Craven le explica a Langenkamp que la única manera de mantener la entidad contenida es que ella «juegue a ser Nancy por última vez». Langenkamp persigue a Krueger, quien ha secuestrado a su hijo en el mundo de los sueños como «Nancy». Allí, ella y su hijo atrapan a Krueger en un horno hasta que finalmente es destruido.
La película Freddy vs. Jason explica que Freddy Krueger se ha debilitado y no tiene ningún dominio en su localidad, ya que la gente en Springwood ha reprimido su miedo hacia él porque la ley borro y callo toda historia, archivo que refiera o hable de él. Freddy, que se hace pasar por Pamela Voorhees , la madre de Jason Voorhees, envía a Jason (Ken Kirzinger) a Springwood para causar pánico y miedo. Jason logra esto, pero se niega a dejar de matar, por lo tanto Freddy se enoja al ver que sus "niños son asesinados por su tan implacable oponente, y este lo toma como una invasión a su territorio. Entonces se produce una batalla tanto en el mundo de los sueños como en el campo de Crystal Lake entre los dos villanos más sangrientos de la historia del cine. El final quedó ambiguo: mientras Jason emerge del lago sosteniendo la cabeza cortada de Freddy, quien hace un guiño y ríe.
En 2010 se lanzó una nueva versión de la original A Nightmare on Elm Street. En esta nueva versión, Freddy (Jackie Earle Haley) acecha los sueños de Nancy Holbrook (Rooney Mara) y de sus amigos cuando descubren que todos comparten un vínculo común desde su infancia: todos fueron abusados física y sexualmente por Freddy antes de ser asesinado por sus padres al vengarse. Entonces siendo una fuerza sobrenatural en sus sueños, Freddy mata a los niños que alertaron a los padres sobre sus transgresiones. Freddy lentamente se dirige a Nancy, su favorita, y la manipula para que duerma sin dormir lo suficiente como para que su cuerpo caiga en coma, lo que da como resultado un sueño permanente y la vida con Freddy para siempre. Nancy se despierta cuando su amigo Quentin (Kyle Gallner) le inyecta adrenalina y saca a Freddy del mundo de los sueños, donde ella y Quentin lo matan y le queman los restos de su cuerpo. Después de que aparentemente Freddy es derrotado, Nancy se encuentra con su madre quien es finalmente traspasada por las garras de Freddy al acabar la película.

## Personajes principales de la saga
Freddy Krueger (Robert Englund), el villano principal de la saga, "Frederick Charles Krueger" fue un hombre cruel y asesino, que sacrifica por lo menos a 20 niños de Springwood. La ley no hace nada al respecto y los padres deciden hacer justicia ellos mismos quemándolo vivo. Antes de que Krueger muera es llamado por los 3 demonios del sueño, unos seres que buscan un alma cruel y sanguinaria. Freddy acepta la oferta y se convierte en "Materia de Pesadillas".
Nancy Thompson (Heather Langenkamp), la hija de la familia que se muda a la vieja casa de Krueger, hija del comisario del pueblo, quien junto a su esposa participaron en el asesinato de Freddy, fue la primera en conocer el pasado de Krueger y la primera en derrotarlo. Vuelve en la tercera película para ser asesinada por Freddy que había tomado la forma de su padre.
Jesse Walsh (Mark Patton), el único varón protagonista de una entrega de la saga en A Nightmare on Elm Street Part 2: Freddy's Revenge. En esta película Freddy intenta entrar en el mundo real a través del cuerpo de Jesse. Con la ayuda de su novia Lisa Webber (Kim Myers) Jesse recupera el control sobre sí mismo y Freddy desaparece.
Kristen Parker, una chica con la habilidad de llevar personas dentro de sus sueños aparece en la tercera entrega (interpretada por Patricia Arquette), donde es salvada por Nancy a costa de su propia vida. En la cuarta entrega también aparece (interpretada por Tuesday Knight) pero esta vez muere en el cuarto de calderas, no sin antes dar su poder a Alice.
Alice Johnson (Lisa Wilcox) (quien se convierte en el "Amo de los sueños"), obtiene los poderes de Kristen y de sus amigos. Dentro de todas Alice es la única (supuestamente) que queda viva. Después de quitarle las almas a Krueger lo deja sin poder. Un año después regresa embarazada y Krueger empieza a usar los sueños del hijo aún no nacido para matarla. Alice derrota a Krueger con la ayuda de la madre de éste Amanda Krueger.
Maggie Burroughs (Lisa Zane) es una trabajadora social a cargo de niños con problemas que tras encontrar a un joven amnésico proveniente de Springwood descubre que Freddy está detrás de las muertes de los chicos del centro social por lo que se enfrenta a él. Finalmente Freddy le revela que ella en realidad es Katherine Krueger su hija y que la necesita para transformarse en un demonio del sueño. Maggie logra traerlo al mundo físico donde está limitado como un ser mortal y logra asesinarlo haciéndolo explotar.

### Elenco
| Freddy Krueger        | Robert Englund          | Robert Englund | Robert Englund     | Robert Englund | Robert Englund                                          | Robert Englund               | Robert Englund   | Robert Englund     | Jackie Earle Haley |  |  |
| Nancy Thompson        | Heather Langenkamp      |                | Heather Langenkamp |                |                                                         |                              |                  |                    | Rooney Mara        |  |  |
| Heather Langenkamp    |                         |                |                    |                |                                                         |                              | Ella misma       |                    |                    |  |  |
| Don Thompson          | John Saxon              |                | John Saxon         |                |                                                         |                              | John Saxon       |                    |                    |  |  |
| Marge Thompson        | Ronee Blakley           |                |                    |                |                                                         |                              |                  |                    | Connie Britton     |  |  |
| Kristen Parker        |                         |                | Patricia Arquette  | Tuesday Knight |                                                         |                              |                  |                    |                    |  |  |
| Alice Johnson         |                         |                |                    | Lisa Wilcox    | Lisa Wilcox                                             |                              |                  |                    |                    |  |  |
| Personajes primarios  |                         |                |                    |                |                                                         |                              |                  |                    |                    |  |  |
| Glen Lantz            | Johnny Depp             |                |                    |                |                                                         | Johnny Depp                  |                  |                    |                    |  |  |
| Rod Lane              | Jsu García (Nick Corri) |                |                    |                |                                                         |                              |                  |                    |                    |  |  |
| Tina Gray             | Amanda Wyss             |                |                    |                |                                                         |                              |                  |                    |                    |  |  |
| Jesse Walsh           |                         | Mark Patton    |                    |                |                                                         |                              |                  |                    |                    |  |  |
| Lisa Webber           |                         | Kim Myers      |                    |                |                                                         |                              |                  |                    |                    |  |  |
| Ron Grady             |                         | Robert Rusler  |                    |                |                                                         |                              |                  |                    |                    |  |  |
| Kerry Hellman         |                         | Sydney Walsh   |                    |                |                                                         |                              |                  |                    |                    |  |  |
| Coach Schneider       |                         | Marshall Bell  |                    |                |                                                         |                              |                  |                    |                    |  |  |
| Jennifer Caulfield    |                         |                | Penelope Sudrow    |                |                                                         |                              |                  |                    |                    |  |  |
| Joey Crusel           |                         |                | Rodney Eastman     | Rodney Eastman |                                                         |                              |                  |                    |                    |  |  |
| Neil Gordon           |                         |                | Craig Wasson       |                |                                                         |                              |                  |                    |                    |  |  |
| Phillip Anderson      |                         |                | Bradley Gregg      |                |                                                         |                              |                  |                    |                    |  |  |
| Roland Kincaid        |                         |                | Ken Sagoes         | Ken Sagoes     |                                                         |                              |                  |                    |                    |  |  |
| Taryn White           |                         |                | Jennifer Rubin     |                |                                                         |                              |                  |                    |                    |  |  |
| Will Stanton          |                         |                | Ira Heiden         |                |                                                         |                              |                  |                    |                    |  |  |
| Dan Jordan            |                         |                |                    | Danny Hassel   | Danny Hassel                                            |                              |                  |                    |                    |  |  |
| Debbie Stevens        |                         |                |                    | Brooke Theiss  |                                                         |                              |                  |                    |                    |  |  |
| Rick Johnson          |                         |                |                    | Andras Jones   |                                                         |                              |                  |                    |                    |  |  |
| Sheila Kopecky        |                         |                |                    | Toy Newkirk    |                                                         |                              |                  |                    |                    |  |  |
| Mark Gray             |                         |                |                    |                | Joe Seely                                               |                              |                  |                    |                    |  |  |
| Carlos                |                         |                |                    |                |                                                         | Ricky Dean Logan             |                  |                    |                    |  |  |
| John Doe              |                         |                |                    |                |                                                         | Shon Greenblatt              |                  |                    |                    |  |  |
| Maggie Burroughs      |                         |                |                    |                |                                                         | Lisa Zane                    |                  |                    |                    |  |  |
| Yvonne Miller         |                         |                |                    |                |                                                         | Kelly Jo Minter              |                  |                    |                    |  |  |
| Chase Porter          |                         |                |                    |                |                                                         |                              | David Newsom     |                    |                    |  |  |
| Dylan Porter          |                         |                |                    |                |                                                         |                              | Miko Hughes      |                    |                    |  |  |
| Julie                 |                         |                |                    |                |                                                         |                              | Tracy Middendorf |                    |                    |  |  |
| Charlie Linderman     |                         |                |                    |                |                                                         |                              |                  | Chris Marquette    |                    |  |  |
| Gibb Smith            |                         |                |                    |                |                                                         |                              |                  | Katharine Isabelle |                    |  |  |
| Jason Voorhees        |                         |                |                    |                |                                                         |                              |                  | Ken Kirzinger      |                    |  |  |
| Kia Waterson          |                         |                |                    |                |                                                         |                              |                  | Kelly Rowland      |                    |  |  |
| Lori Campbell         |                         |                |                    |                |                                                         |                              |                  | Monica Keena       |                    |  |  |
| Will Rollins          |                         |                |                    |                |                                                         |                              |                  | Jason Ritter       |                    |  |  |
| Alan Smith            |                         |                |                    |                |                                                         |                              |                  |                    | Clancy Brown       |  |  |
| Dean Russel           |                         |                |                    |                |                                                         |                              |                  |                    | Kellan Lutz        |  |  |
| Jesse Braun           |                         |                |                    |                |                                                         |                              |                  |                    | Thomas Dekker      |  |  |
| Kristen 'Kris' Fowles |                         |                |                    |                |                                                         |                              |                  |                    | Katie Cassidy      |  |  |
| Quentin Smith         |                         |                |                    |                |                                                         |                              |                  |                    | Kyle Gallner       |  |  |
| Personajes menores    |                         |                |                    |                |                                                         |                              |                  |                    |                    |  |  |
| Dr. King              | Charles Fleischer       |                |                    |                |                                                         |                              |                  |                    |                    |  |  |
| Sergeant Parker       | Joseph Whipp            |                |                    |                |                                                         |                              |                  |                    |                    |  |  |
| Teacher               | Lin Shaye               |                |                    |                |                                                         |                              |                  |                    |                    |  |  |
| Ken Walsh             |                         | Clu Gulager    |                    |                |                                                         |                              |                  |                    |                    |  |  |
| Cheryl Walsh          |                         | Hope Lange     |                    |                |                                                         |                              |                  |                    |                    |  |  |
| Mrs. Webber           |                         | Melinda O. Fee |                    |                |                                                         |                              |                  |                    |                    |  |  |
| Mr. Webber            |                         | Tom McFadden   |                    |                |                                                         |                              |                  |                    |                    |  |  |
| Angela Walsh          |                         | Christie Clark |                    |                |                                                         |                              |                  |                    |                    |  |  |
| Elaine Parker         |                         |                | Brooke Bundy       | Brooke Bundy   |                                                         |                              |                  |                    |                    |  |  |
| Dr. Carver            |                         |                | Paul Kent          |                |                                                         |                              |                  |                    |                    |  |  |
| Elizabeth Simms       |                         |                | Priscilla Pointer  |                |                                                         |                              |                  |                    |                    |  |  |
| Lorenzo               |                         |                | Clayton Landey     |                |                                                         |                              |                  |                    |                    |  |  |
| Max                   |                         |                | Laurence Fishburne |                |                                                         |                              |                  |                    |                    |  |  |
| Dennis Johnson        |                         |                |                    | Nicholas Mele  | Nicholas Mele                                           |                              |                  |                    |                    |  |  |
| Wally George          |                         |                |                    |                | Wally George                                            |                              |                  |                    |                    |  |  |
| Mr. Gray              |                         |                |                    |                | Clarence Felder                                         |                              |                  |                    |                    |  |  |
| Woman at orphanage    |                         |                |                    |                |                                                         | Elinor Donahue               |                  |                    |                    |  |  |
| Terry Feinstein       |                         |                |                    |                |                                                         |                              | Rob LaBelle      |                    |                    |  |  |
| Bill Freeburg         |                         |                |                    |                |                                                         |                              |                  | Kyle Labine        |                    |  |  |
| Mark Davis            |                         |                |                    |                |                                                         |                              |                  | Brendan Fletcher   |                    |  |  |
| Shack                 |                         |                |                    |                |                                                         |                              |                  | Chris Gauthier     |                    |  |  |
| Otros                 |                         |                |                    |                |                                                         |                              |                  |                    |                    |  |  |
| Freddy Krueger        |                         |                |                    |                | Michael Smith (Super Freddy) Noble Craig (Merge Freddy) | Tobe Sexton (Freddy pequeño) |                  |                    |                    |  |  |

## Resumen de películas

### A Nightmare on Elm Street (1984)
Tina Grey (Amanda Wyss) es una adolescente que tiene una horrible pesadilla en la que es perseguida por un hombre que lleva un jersey rojo y verde, un sombrero y un guante con cuchillas en su mano derecha. La persigue por un cuarto de calderas que parece no acabar, hasta que la atrapa y ella despierta gritando. Al día siguiente se da cuenta de que su amiga Nancy Thompson (Heather Langenkamp) ha tenido el mismo sueño.Durante el transcurso de la película, los amigos de Nancy están siendo asesinados uno por uno, por lo cual Nancy descubrió que estaban siendo asesinados por una entidad maligna, llamado Freddy Krueger, un hombre que fue quemado vivo hacía 13 años y está vengándose de los padres que lo mataron esa noche, matando a sus hijos en un lugar donde no pueden salvarlos, "Las Pesadillas". Al final de la película Freddy es derrotado por Nancy, quitándole todo su poder, luego sale de la habitación y pensó que era un sueño, pero al ser encerrada en un carro ve cómo Freddy asesina a su madre ahorcándola detrás de la puerta. Finalizando así la película.

### A Nightmare on Elm Street 2: Freddy's Revenge (1985)
Una familia llega a una casa en la que cinco años antes se habían cometido varios crímenes. Poco después, el hijo, Jesse (Mark Patton), comienza a tener unas horribles pesadillas que le empujan al asesinato, siendo el causante de todo esto, nada más y nada menos Freddy Krueger, que está vez regresa con sed de sangre y venganza. Freddy tenía manipulado el cuerpo de Jesse, se liberaba de Jesse de vez en cuándo, y cometía asesinatos que terminaban culpando al inocente Jesse. Jesse acude a casa de un amigo pero cuando este es asesinado parte a casa de Lisa (Dónde había una fiesta) para que le ayude a liberar al monstruo que tenía adentro. Una vez allí, Jesse le pide ayuda a Lisa (Kim Myers), pero de repente, Freddy se libera y trata de matar a Lisa desde el interior Jesse, pero este lo detiene, impidiendo así a Freddy que siga asesinando. Esto obliga a Freddy a tener más poder para que Jesse no se libere más, el ocasiona un caos en la fiesta de Lisa, asesinando bastantes adolescentes, siendo cada vez más poderoso. Freddy se escapa de la fiesta por lo que Lisa decide ir tras él, yéndose a su antiguo caldero donde hace muchos años sacrificó a los niños de Springwood. Al final, Lisa confía en no creer a Freddy, para que este último sea derrotado y libere a Jesse. Al día siguiente, Jesse y Lisa van muy tranquilos y felices al colegio, cuando el autobús empieza a acelerar como en la primera pesadilla de Jesse, Lisa lo tranquiliza, pero de pronto, una compañera de Jesse y Lisa con la que estaban conversando, es atravesada por el pecho las garras de Freddy.
Finalizando así la película.

### A Nightmare on Elm Street 3: Dream Warriors (1987)
Años después de los incidentes de la primera parte. Nancy (Heather Langenkamp) se ha convertido en una psiquiatra especializada en terapia del sueño, es cuándo una chica llamada Kristen (Patricia Arquette), dice que a ella le visita un hombre con un jersey rojo a rayas verdes, un sombrero y un guante con unas afiladas cuchillas que le atormenta todas las noches. No obstante, hay muchos chicos que han tenido el mismo sueño que Kristen, que está vez regresó Freddy más poderoso que nunca y nada lo parará hasta dejar la última gota de sangre de sus niños. Nancy los reúne a todos en busca de una forma de parar al monstruo de una vez. Cuando reúne a todos los chicos del hospital psiquiátrico, ellos les explican a Nancy que cada uno de ellos tiene un poder en los sueños, y que pueden dominarlo. Con la ayuda de ellos y del Dr. Neil Gordon (Craig Wasson), buscan la forma de parar al monstruo. Cuándo Freddy secuestra a Joey (Rodney Eastman), provoca los amigos de este vayan a buscarlo. Mientras el Dr. Neil Gordon con el padre de Nancy (John Saxon) van a enterrar al monstruo para qué sea "bendecido", mientras enterraban el cadáver de Freddy, su cuerpo cobra vida, y este atacó al padre de Nancy llevándolo hacía la muerte, al creer que el Dr. Neil estaba muerto, este se retira, pero Neil estaba muy herido. Al rescatar a Joey y pensar que Freddy murió, Nancy y los demás escapan y estaban contentos de tener a su amigo, De repente aparece "el padre de Nancy" y este le dice que vino a despedirse, Nancy lo abraza, pero este la apuñala, resultando ser Freddy y empieza una lucha entre ellos. Neil recobra fuerzas y entierra a el cadáver de Freddy dándole bendición, y esto hace que Freddy se desaparezca. Nancy fallece en los brazos de Kristen. Al final, Neil conserva la casa de juguete de Freddy elaborado por Kristen, y lo deja en un mueble y se va a dormir, en la última escena, se prenden las luces de la casa de juguete de Freddy, dándole un guiño como si dijera que esto no ha terminado aún.

### A Nightmare on Elm Street 4: The Dream Master (1988)
Kristen (Tuesday Knight), Kincaid (Ken Sagoes) y Joey (Rodney Eastman), los únicos "Dream Warriors" que lograron sobrevivir, ahora intentan llevar una vida normal luego de salir del hospital psiquiátrico; sin embargo, cuando Kristen tiene un sueño que involucra la residencia 1428 de Elm Street, se da cuenta de que Freddy Krueger ha regresado, Freddy los va asesinando uno a uno pero Kristen logra transferir sus poderes a su amiga Alice (Lisa Wilcox) quien también empieza a tener pesadillas con Krueger, ella intentará detenerlo antes de que acabe con todos sus amigos. Al final de la película Alice logra derrotar a Krueger mostrandole su propio reflejo salvándose ella y su interés amoroso Dan (Danny Hassel), pero Alice tiene una pequeña visión de Freddy lo que da a entender que Freddy volverá pronto.

### A Nightmare on Elm Street 5: The Dream Child (1989)
Tiempo después de los sucesos e la cuarta parte, Alice (Lisa Wilcox) y Dan (Danny Hassel) son novios, ellos mantienen relaciones sexuales y justo después Alice tiene una pesadilla con Freddy, pronto se da cuenta de que él ha regresado cuando empieza a matar a todos sus amigos incluido Dan. Para emporar aún más la situación, Alice se entera de que está embarazada y que Freddy está utilizando a su bebé no nacido para acabar con ella.

### Freddy's Dead: The Final Nightmare (1991)
Díez años después de la quinta película, John Doe (Shon Greenblatt) es el único adolescente que ha sobrevivido en Springwood, él tiene pesadillas con Freddy pero logra escapar del pueblo siendo ayudado por Maggie Burroughs (Lisa Zane), ambos deciden regresar a Springwood para averigüar la relación de John con Freddy; sin embargo, ahí descubren que no es él a quien Krueger busca sino a ella, su hija.

### Wes Craven's New Nightmare (1994)
Situada en "el mundo real" y diez años después del lanzamiento de "A Nightmare on Elm Street", el director Wes Craven quiere volver a reunir al elenco de la película para celebrar el décimo aniversario con una nueva cinta. Pero la protagonista, Heather Langenkamp y su hijo empiezan a tener pesadillas recurrentes con un ser muy parecido a Freddy Krueger. Se revela que Craven tomó la apariencia de un demonio real para crear a Freddy, este demonio solo puede ser detenido lanzando una nueva película de "A Nightmare on Elm Street" cada cierto tiempo.

### Freddy vs. Jason (2003)
Muchos años después de Freddy's Dead: The Final Nightmare, Freddy encuentra una oportunidad de volver a las pesadillas de los adolescentes a través de Jason, Krueger se hace pasar por su madre Pamela Voorhees (Paula Shaw) y logra que vaya a Elm Street para provocar el miedo entre los habitantes; sin embargo, algo sale mal en el plan de Freddy ya que nadie puede detener a Jason quien no para de asesinar a todos en Springwood, esto prpvoca una pelea entre ambos asesinos quienes al mismo tiempo tratan de matar a un grupo de adolescentes siendo vencidos por dos de ellos, Lori (Monica Keena) y Will (Jason Ritter).

### A Nightmare on Elm Street (2010)
Remake de la película original que cuenta prácticamente la misma historia. Un grupo de adolescentes comienzan a tener pesadillas con un hombre de rostro quemado y desfigurado, jersey a rayas rojas y verdes, y un guante con cuchillas. Nancy (Rooney Mara) y Quentin (Kyle Gallner) intentará detener a Freddy (Jackie Earle Haley) mientras descubren cuales son sus razones para querer asesinarlos.

## Recepción
| Película                                      | Rotten Tomatoes   | Rotten Tomatoes      | Rotten Tomatoes     | Metacritic      | Metacritic      | CinemaScore | IMDb                | FilmAffinity       |
| Película                                      | Crítica           | Críticos Importantes | Audiencia           | Crítica         | Audiencia       | CinemaScore | IMDb                | FilmAffinity       |
| --------------------------------------------- | ----------------- | -------------------- | ------------------- | --------------- | --------------- | ----------- | ------------------- | ------------------ |
| A Nightmare on Elm Street                     | 95% (58 reseñas)  | 100% (11 reseñas)    | 84% (414 487 votos) | 76 (12 reseñas) | 8.6 (513 votos) |             | 7.4 (242 490 votos) | 6.6 (54 445 votos) |
| A Nightmare on Elm Street 2: Freddy's Revenge | 42% (31 reseñas)  | 60% (5 reseñas)      | 33% (405 475 votos) | 43 (6 reseñas)  | 5.4 (71 votos)  |             | 5.4 (71 420 votos)  | 4.7 (8 284 votos)  |
| A Nightmare on Elm Street 3: Dream Warriors   | 72% (39 reseñas)  | 50% (8 reseñas)      | 68% (303 780 votos) | 49 (11 reseñas) | 8.5 (149 votos) |             | 6.6 (83 299 votos)  | 5.6 (7 797 votos)  |
| A Nightmare on Elm Street 4: The Dream Master | 53% (30 reseñas)  | 57% (7 reseñas)      | 43% (246 329 votos) | 56 (10 reseñas) | 6.8 (56 votos)  |             | 5.6 (57 213 votos)  | 4.9 (6 220 votos)  |
| A Nightmare on Elm Street 5: The Dream Child  | 30% (33 reseñas)  | 33% (6 reseñas)      | 31% (217 586 votos) | 54 (11 reseñas) | 5.0 (48 votos)  |             | 5.0 (47 019 votos)  | 4.3 (5 392 votos)  |
| Freddy's Dead: The Final Nightmare            | 23% (35 reseñas)  | 43% (7 reseñas)      | 32% (73 008 votos)  | 39 (14 reseñas) | 4.5 (50 votos)  |             | 4.7 (47 566 votos)  | 4.3 (5 571 votos)  |
| Wes Craven's New Nightmare                    | 79% (42 reseñas)  | 82% (11 reseñas)     | 66% (63 534 votos)  | 64 (21 reseñas) | 7.0 (46 votos)  |             | 6.4 (59 772 votos)  | 4.8 (3 943 votos)  |
| Freddy vs. Jason                              | 42% (162 reseñas) | 29% (41 reseñas)     | 50% (393 094 votos) | 37 (29 reseñas) | 8.3 (549 votos) | B+          | 5.7 (120 962 votos) | 3.7 (12 501 votos) |
| A Nightmare on Elm Street (2010)              | 14% (185 reseñas) | 14% (42 reseñas)     | 43% (100 000 votos) | 35 (25 reseñas) | 4.9 (322 votos) | C+          | 5.2 (102 091 votos) | 4.6 (11 919 votos) |
| Promedio                                      | 50%               | 52%                  | 50%                 | 50              | 6.6             | B           | 5.8                 | 4.8                |